# Uriel Lozano
Jesús Uriel Lozano (Santa Fe, 22 de junio de 1981) es un cantante de cumbia, con un repertorio de mayoría de homenajes y tributos covers y algunas canciones de autoría propia,es reconocido por reemplazar a Leo Mattioli en Grupo Trinidad. Antes fue la voz de Sol Latino y Grupo Swing. En la actualidad lleva 29 años de carrera y es uno de los máximos exponentes de la llamada cumbia santafesina, realizando una gran cantidad de presentaciones en el territorio nacional. Sin recitales en el exterior ya tuvo una importante gira de prensa en Uruguay. En 2015 recibió una nominación a los Premios Gardel en la categoría de Mejor Álbum Tropical Masculino por Siempre es más débil el que se enamora.

## Carrera

### Inicios y Grupo Trinidad
Uriel nació en la ciudad de Santa Fe en 1981. A los trece años se convirtió en cantante de la agrupación de cumbia Sol Latino, en la que permaneció hasta 1997. Tras realizar con éxito una audición, se convirtió en el cantante líder del Grupo Swing en 1997.
Su gran oportunidad llegó en el año 2000 cuando se convirtió en la voz líder del reconocido Grupo Trinidad, reemplazando al ahora fallecido Leo Mattioli. En 2016, Lozano publicó el álbum Homenaje a Leo Mattioli como tributo al cantante santafesino. Durante su paso por dicha agrupación, Uriel grabó cuatro discos. Permaneció con ellos hasta el año 2004, motivado por lanzar una carrera en solitario. Fue reemplazado en Trinidad por Nicolás Martinez, un joven de 18 años oriundo de Gualeguaychu.

### Carrera como solista
El 4 de marzo de 2005 Lozano realizó su primer concierto en calidad de solista y acto seguido publicó su primer trabajo de estudio, Hay más de mi. Un año después lanzó al mercado el álbum en vivo Uriel como nunca y en 2007 presentó el álbum de estudio Hasta allá en el cielo, producción que alcanzó la certificación de disco de oro.
Quemando tu piel de 2008 logró emular el éxito de su anterior producción, llevando al artista a grabar los discos El romántico más caliente y Cosita de papi entre 2009 y 2010. Siguiendo la costumbre de publicar un disco por año, en 2011 vio la luz una nueva producción de estudio, Mi otra mitad. En el 2012 presentó un exitoso recital en el Teatro Colonial de Avellaneda y un año después publicó el disco Solo Dios puede juzgarme mediante la discográfica Leader Music.
En 2014 publicó Siempre es más débil el que se enamora con la misma casa discográfica, álbum por el que recibió una nominación a los Premios Gardel en la categoría de Mejor Álbum Tropical Masculino, seguido de Ese tipo soy yo en 2016. Un año después presentó un recital en la Sala Mayor del Teatro Municipal, celebrando sus 18 años de trayectoria musical. Meses más tarde realizó una presentación en el Teatro Premier y un recital en el Teatro Broadway, del que se desprendió el disco En vivo en el Teatro Broadway.
Para el disco Diferente de 2018, Lozano agregó nuevos instrumentos a su sonido, como la trompeta, el saxofón y el trombón, además de contar con las colaboraciones de su hijo Jerónimo Lozano, Ulises Bueno y Javier Acosta. Ese mismo año, Ulises se presentó en el Luna Park y Uriel estuvo de invitado en un par de canciones. En 2019 el artista lanzó un álbum recopilatorio titulado Éxitos de oro mediante la discográfica ProCom y presentó el sencillo «Tú me obligaste», acompañado de un vídeoclip. Ese mismo año firmó un contrato de distribución digital con la compañía argentina MOJO.

## Discografía

### Con Grupo Trinidad
- 2000 - Entre tus piernas
- 2000 - Una historia llamada Trinidad
- 2001 - Todo por un peso
- 2001 - El romántico ideal
- 2002 - El sello del amor
- 2003 - Apostando al amor
- 2004 - Y yo le doy

### Como solista

#### Álbumes de estudio, en vivo y compilados
| Año  | Disco                                                 | Sello discográfico |
| ---- | ----------------------------------------------------- | ------------------ |
| 2005 | Hay más de mi                                         | Magenta            |
| 2006 | En vivo, como nunca                                   | Magenta            |
| 2007 | Hasta allá en el cielo                                | Barca Discos       |
| 2008 | Quemando tu piel                                      | Barca Discos       |
| 2009 | El romántico más caliente                             | Garra Records      |
| 2010 | Cosita de papi                                        | Garra Records      |
| 2011 | Mi otra mitad                                         | Garra Records      |
| 2012 | En vivo en el Teatro Colonial <CD+DVD>                | Garra Records      |
| 2013 | Solo Dios puede juzgarme                              | Leader Music       |
| 2014 | Siempre es más débil el que se enamora                | Leader Music       |
| 2016 | En vivo en el Teatro Municiapal de Olavarria <CD+DVD> | Leader Music       |
| 2016 | Ese tipo soy yo                                       | Garra Records      |
| 2018 | Diferente                                             | Garra Records      |

#### Sencillos y EP
| Año  | Título                                                | Discográfica |
| ---- | ----------------------------------------------------- | ------------ |
| 2016 | «Pasión eterna»                                       | MOJO         |
| 2017 | «Acústico inédito»                                    | MOJO         |
| 2017 | «Cazafantasmas»                                       | MOJO         |
| 2018 | «Voy a vendarte los ojos»                             | MOJO         |
| 2018 | «Ya no te buscaré»                                    | MOJO         |
| 2018 | «Ojalá te enamores»                                   | MOJO         |
| 2018 | «Dile que piensas en mí»                              | MOJO         |
| 2019 | «Lágrimas de mi madre»                                | MOJO         |
| 2019 | «Tenerte»                                             | MOJO         |
| 2019 | «Tú me obligaste»                                     | MOJO         |
| 2019 | «Aunque sea en otra vida»                             | MOJO         |
| 2019 | «Donde bailas/Me vas a extrañar/Discúlpame/Dame amor» | MOJO         |

### Colaboraciones
- 2018 - «Un perfecto idiota», con Ulises Bueno.